# Issah Abass
Issah Abass (26 september 1998) is een Ghanees voetballer die doorgaans speelt als spits. In februari 2025 tekende hij voor FK Jedinstvo Ub.

## Clubcarrière
Abass speelde in zijn vaderland Ghana voor Asokwa, waarna hij in 2017 de overstap maakte naar Olimpija. Voor de Sloveense club kwam de spits uiteindelijk eenenveertig keer in actie in de competitie en hierin was hij goed voor elf doelpunten. In de zomer van 2018 nam Mainz 05 de Ghanees over voor circa twee miljoen euro. In Duitsland zette Abass zijn handtekening onder een verbintenis voor de duur van vijf seizoenen. Nadat zijn inzet bij de Duitse ploeg in zijn eerste jaar beperkt bleef tot één invalbeurt, verhuurde Mainz hem gedurende het seizoen 2019/20 aan FC Utrecht.
In januari 2021 werd Abass tot en met het einde van het seizoen verhuurd aan FC Twente. Met ingang van seizoen 2021/22 werd hij door Mainz opnieuw verhuurd, dit keer aan het Kroatische HNK Rijeka. Aan het begin van het seizoen 2022/23 werd het contract van Abass bij Mainz ontbonden. Hierop tekende hij voor drie seizoenen bij Chaves. In februari 2024 werd hij tot het einde van het seizoen verhuurd aan Sepahan. Vanaf de zomer van 2024 zat Abass een half seizoen zonder club, waarna hij voor FK Jedinstvo Ub tekende.

## Clubstatistieken
| Seizoen | Club              | Competitie     | Competitie | Competitie | Beker | Beker | Internationaal | Internationaal | Totaal | Totaal |
| Seizoen | Club              | Competitie     | Wed.       | Dlp.       | Wed.  | Dlp.  | Wed.           | Dlp.           | Wed.   | Dlp.   |
| ------- | ----------------- | -------------- | ---------- | ---------- | ----- | ----- | -------------- | -------------- | ------ | ------ |
| 2016/17 | Olimpija          | 1. SNL         | 9          | 2          | 1     | 0     | —              | —              | 10     | 2      |
| 2017/18 | Olimpija          | 1. SNL         | 28         | 9          | 5     | 3     | 2              | 0              | 35     | 12     |
| 2018/19 | Olimpija          | 1. SNL         | 4          | 0          | 0     | 0     | 5              | 3              | 9      | 3      |
| 2018/19 | Mainz 05          | Bundesliga     | 1          | 0          | 0     | 0     | —              | —              | 1      | 0      |
| 2019/20 | → FC Utrecht      | Eredivisie     | 15         | 2          | 4     | 3     | 1              | 0              | 20     | 5      |
| 2019/20 | → Jong FC Utrecht | Eerste divisie | 2          | 3          | 0     | 0     | 0              | 0              | 2      | 3      |
| 2020/21 | Mainz 05          | Bundesliga     | 2          | 0          | 1     | 0     | —              | —              | 3      | 0      |
| 2020/21 | → FC Twente       | Eredivisie     | 8          | 0          | 0     | 0     | —              | —              | 8      | 0      |
| 2021/22 | → HNK Rijeka      | 1. HNL         | 26         | 3          | 3     | 3     | 5              | 1              | 34     | 7      |
| 2022/23 | Chaves            | Primeira Liga  | 26         | 4          | 4     | 1     | —              | —              | 30     | 5      |
| 2023/24 | Chaves            | Primeira Liga  | 7          | 0          | 0     | 0     | —              | —              | 7      | 0      |
| 2023/24 | → Sepahan         | Pro League     | 5          | 0          | 0     | 0     | 2              | 0              | 7      | 0      |
| 2024/25 | FK Jedinstvo Ub   | Superliga      | 3          | 2          | 0     | 0     | —              | —              | 3      | 2      |
| Totaal  | Totaal            | Totaal         | 136        | 25         | 18    | 10    | 15             | 4              | 169    | 39     |

Bijgewerkt op 1 maart 2025.

## Erelijst
| 1. SNL          | 1 | 2017/18 |
| Pokal Slovenije | 1 | 2017/18 |